# 서법
언어학에서 서법(敍法)은 대상이나 행위에 대한 말하는 이의 생각이나 표현하고자 하는 바가 문법적 굴절을 통해 나타난 것을 말한다. 말하는 이가 명제를 현실적 혹은 객관적으로 판단하는 서실법과 비현실적 혹은 주관적으로 판단하는 서상법, 행동을 현실화하려는 서의법이 있다. 또한 서실법과 서상법은 무의지적 서법으로 나뉘고 서의법은 의지적 서법으로 나뉜다. 무의지적인 서법은 직설법, 회상법, 추측법, 원칙법, 확인법으로 나타난다.

## 분류
서법이 구체적으로 어떻게 분류되어야 하는지에 관해서는 여러 가지 논의가 존재한다. 서법은 양태와 함께 1924년 예스페르센에 의해 인도유럽어를 시작으로 연구되기 시작했고, 서법이 무엇인지 규명하기 위한 다양한 시도가 있었다. 양태는 대상에 대해 화자가 표현하고자 하는 의미의 영역으로, 동사의 굴절과 같은 문법적 변화로 양태가 표현된 것이 서법이라고 이해되었다. 따라서 서법은 양태를 표현한 것이며, 서법을 직설법, 가정법, 명령법의 종류로 체계적으로 나뉘는 것으로 설명되어왔다. 하지만 2001년 프랭크 팔머에 의해 인도유럽어를 제외한 다른 언어에서는 서실법과 서상법으로 나뉘는 경우가 많다는 점과 개별 어휘나 접사 등에 의해 양태적 의미가 표현되기도 한다는 점이 지적되며, 서법이 문법적으로 나타나는 양태의 모든 것이 아니라 직설법, 가정법, 명령법 체계에 대한 명칭으로 사용되어야 한다는 주장이 제기되었다.

## 참고 문헌
- 정우헌 (202). “한국어 양태의 표현수단 체계에 대한 고찰” (PDF). 《관악어문연구》 (서울대학교) 43. 2024년 2월 17일에 확인함.

## 같이 보기
- 문법